# Кристино, Анна
Анна Кристино (итал. Anna Cristino; род. 28 декабря 2001, Турин) ― итальянская фехтовальщица на рапирах, чемпионка Европы 2025 года, двукратный бронзовый призёр чемпионата мира 2025 года.

## Карьера
14 апреля 2024 года Кристино впервые поднялась на пьедестал почёта на этапе Кубка мира, завоевав бронзовую медаль.
На чемпионате Европы 2025 года в Генуе Анна стала чемпионкой Европы в командных соревнованиях среди рапиристок, команда Италии в финале переиграла французских рапиристок. Через месяц на чемпионате мира в Тбилиси итальянка завоевала две бронзовые медали: в индивидуальных и в командных состязаниях. В индивидуальном первенстве за выход в финал уступила спортсменке из Франции Полин Ранвье.